# Giove in Argo

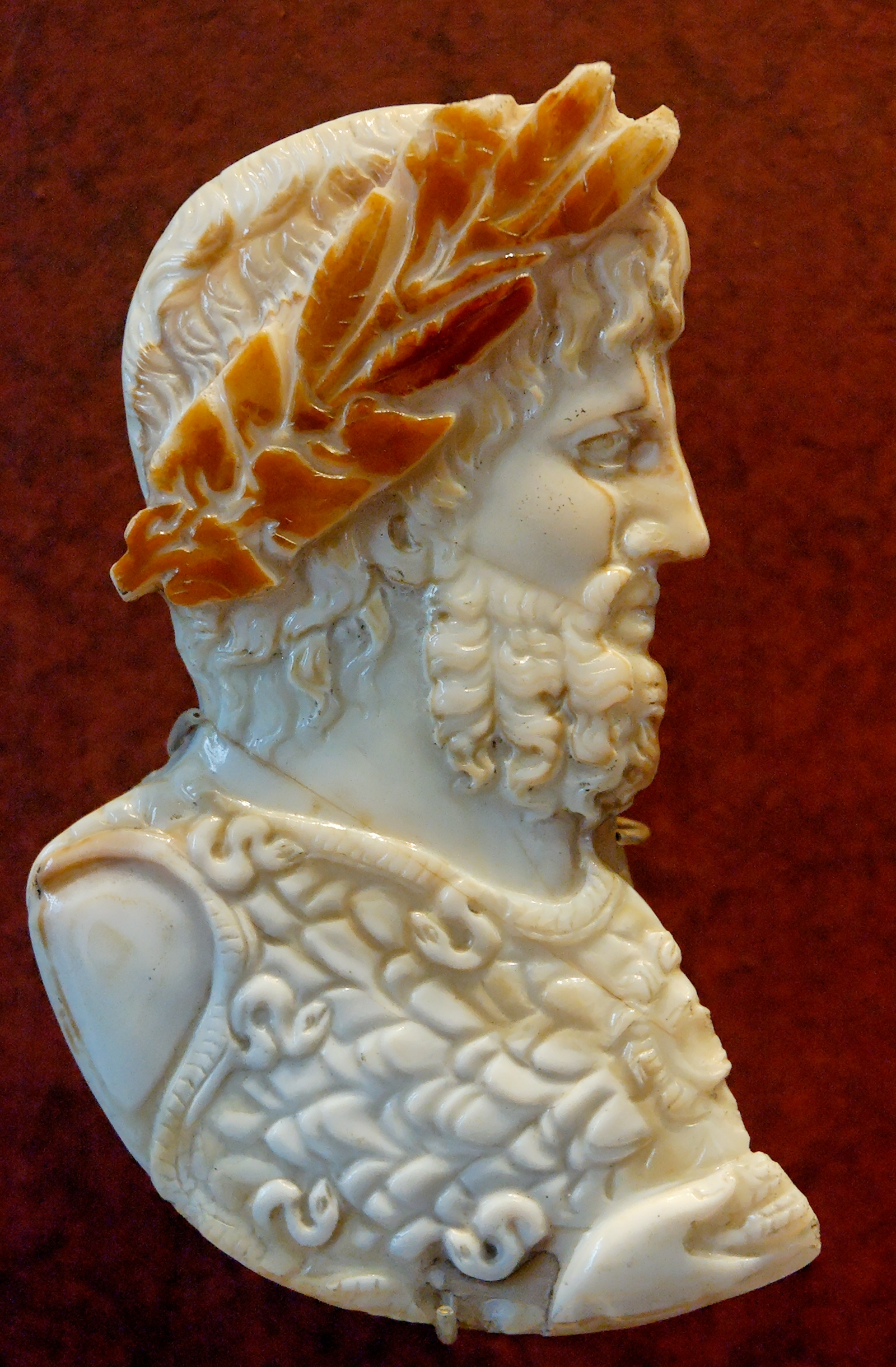
buste de Jupiter.Le Louvre

Giove in Argo (en français, Jupiter à Argos) est un opéra en trois actes dont la musique a été composée par Georg Friedrich Haendel  sur un livret italien d'Antonio Maria Lucchini. Il s'agit d'une des trois œuvres lyriques de pasticcio composées par Haendel à partir de musique et d'airs de ses précédents opéras. Giove in Argo a été joué pour la première fois au King's Theatre à Londres le 1er mai 1739.
La référence de l'œuvre est HWV.A.

## Rôles
| Rôle                                                      | Voix          | Distribution, le 1er mai 1739 (chef :- ) |
| --------------------------------------------------------- | ------------- | ---------------------------------------- |
| Arete, un berger qui se révèle être Jupiter               | ténor         | John Beard                               |
| Iside, fille d'Inachos, fiancée au roi d'Égypte Osiris    | mezzo-soprano | Costanza Posterla                        |
| Erasto, un berger qui se révèle être Osiris, roi d'Égypte | basse         | Gustavus Waltz                           |
| Diana (la déesse Diane)                                   | soprano       | Chiara Posterla                          |
| Calisto, fille de Lycaon                                  | soprano       |                                          |
| Licaone (Lycaon)                                          | basse         | Henry Reinhold                           |
| Chœur de chasseurs, bergers et nymphes                    |               |                                          |

## Historique
Le livret a été écrit en 1717 par le poète vénitien Lucchini pour l'opéra Giove in Argo d'Antonio Lotti, créé à Dresde ; Haendel a entendu l'opéra de Lotti lors de sa visite à Dresde en 1719, où le castrat contralto Senesino chantait le rôle de Jupiter. Il a pu s'en souvenir en 1739 alors qu'il cherchait un livret pour un court opéra pasticcio comportant trois personnages féminins.
Dans ce pasticcio Giove in Argo, Haendel réutilise des airs de ses œuvres précédentes : en particulier une version de son aria de 1707 Lascia ch'io pianga ou Lascia la spina (elle est chantée sur une mélodie différente), mais crée aussi des compositions originales et reprend deux airs (chantés par Iside) écrits par le compositeur italien Francesco Araja. 
L'opéra échoue et ne connaît que deux représentations en 1739.
Giove in Argo est redonné pour la première fois le 15 septembre 2006 à Bayreuth à l'Opéra des Margraves (Markgräfliches Opernhaus) dans le cadre du festival Bayreuther Barock, par le Concert Royal Köln et le Collegium Cantorum Köln, sous la direction de Thomas Gebhardt, dans une mise en scène d'Igor Folwill ; Harry van der Kamp chantait Lycaon, Theresa Nelles Diana, Tanya Aspelmeier Iside, Benoît Haller Arete/Jupiter, Lisa Tjalve Calisto et Markus Auerbach Erasto/Osiris. Le 29 avril 2008, l'opéra a été donné en concert à Carnegie Hall sous la direction de Robert Bass.

## Argument
Le librettiste s'est inspiré librement des aventures amoureuses de Jupiter avec Io et Callisto pour une intrigue à l'action compliquée, sans suivre les mythes traditionnels : les  transformations d'Io en vache et de Callisto en ours, qui sont centrales dans les récits mythologiques, sont absentes ; le personnage de Junon, l'épouse jalouse de Jupiter, qui poursuit de sa vindicte les amantes de son époux, n'apparaît pas. Inachos, un dieu fleuve immortel, devient un roi d'Arcadie.
Un seul élément d'action provient de la mythologie : le vœu de chasteté prononcé par la chasseresse Callisto ; la rupture de son serment doit être punie par la déesse Diane en colère, mais au dernier moment l'intervention du père des dieux s'y oppose.
Comme dans la plupart des pastorales italiennes de l'époque, les personnages sont présentés avec une distance ironique, même dans les moments de forte émotion ou d'action violente.

### Avant l'action
Lycaon, tyran d'Arcadie, a assassiné le roi Inachos d'Argos afin de s'emparer du trône d'Argos ; mais le peuple s'est rebellé et Lycaon erre dans le pays, poursuivi par Iside, la fille d'Inachos, qui veut venger son père assassiné. Calisto, fille de Lycaon, est également en fuite ; elle croit son père mort. Osiris, roi des Égyptiens, fiancée d'Iside, recherche sa fiancée, déguisé en berger sous le nom d'Erasto. Et Jupiter amoureux s'est déguisé lui aussi en berger sous le nom d'Arete.

### Premier acte
Lycaon, animé par des sentiments de revanche contre les insurgés d'Argos, entre en scène ; il assiste à un concert de nymphes et de chasseurs annonçant la déesse de la chasse Diane, qui à son tour appelle tout son entourage à chasser dans les bois.
Iside, affligée par le décès de son père, s'est endormie sous un arbre, épuisée par ses longues errances; le berger Arete (Jupiter déguisé) aperçoit la belle endormie et, à son réveil, la courtise et lui promet son aide contre le meurtrier de son père Inachos.
Après le départ d'Iside et de Jupiter, Calisto et le berger Erasto, en réalité le roi d'Égypte Osiris, entrent en scène ; Erasto reproche à Calisto de poursuivre de sa vengeance sa fiancée Iside. Calisto se plaint de la perte de son père, et sort. Jupiter entre et reconnaît en Erasto le roi des Égyptiens ; il n'en laisse rien voir et se plaît à lui faire croire que sa fiancée Iside l'a oublié et se divertit avec un beau berger. Erasto désespéré s'enfuit
Iside entre et expose ses projets de vengeance contre le meurtrier Lycaon.

### Deuxième acte
La déesse Diane se réjouit d'avoir accueilli Calisto parmi ses nymphes. Arete/Jupiter se joint au groupe et, charmé par Calisto, la courtise quand ils sont seuls et gagne son affection avec la promesse de protéger son père des représailles d'Iside. Mais cette dernière s'en aperçoit et Jupiter, pris entre les deux femmes, parvient à se sortir de cette situation avec des mots galants pour chacune.
Erasto entre en colère, se fait connaître comme Osiris, roi des Égyptiens, at accuse sa fiancée d'infidélité. Iside réagit dans une scène de folie où elle croit voir son père assassiné se dresser devant elle.

### Troisième acte
Calisto retrouve son père Lycaon, qui croit que sa fille fait cause commune avec le berger Arete ; Calisto affirme son innocence et presse son père de fuir ses ennemis. Arete/Jupiter enjoint alors à Calisto, soit de répondre à son désir d'amour, soit de le voir soutenir Iside dans sa vengeance contre Lycaon.
Iside, toujours en plein délire, accuse Arete/Jupiter d'infidélité. Mais Calisto accepte la cour d'Arete : le duo d'amour chanté par les deux amants est entendu par Diane, qui condamne sans hésitation à mort la nymphe qui a rompu son serment de virginité. L'exécution de la sentence est empêchée à la dernière minute par Jupiter, qui révèle son identité et apaise sa fille Diane, sauvant ainsi la vie de Calisto.
Jupiter assure également au roi des Égyptiens, Osiris, la fidélité d'Iside, qu'il guérit aussi de ses délires et il unit le couple amoureux.
Un chant de louange au dieu Jupiter et au dieu de l'Amour met fin à l'opéra.

## Enregistrements
- Concert Royal Köln et Kammerchor Würzburg, dir. Thomas Gebhardt ; Ranya Aspelmeier (Iside) ; Theresa Nelles (Diana) ; Lisa Tjalve (Calisto) ; Markus Auerbach (Erasto) ; Raimonds Spogis (Licaone) ; Benoit Haller (Arete) (2007, 2 SACD Musicaphon) (OCLC 638465087)
- Il Complesso Barocco, dir. Alan Curtis ; Anicio Zorzi Giustiniani, ténor (Arete, Giove) ; Ann Hallenberg, mezzo-soprano (Iside) ; Vito Priante, basse (Erasto, Osiri) ; Theodora Baka, mezzo-soprano (Diana) ; Karina Gauvin, soprano (Calisto) ; Johannes Weisser, baryton (Licaone) ; 2013, EMI records (OCLC 1050343519)[3].